# Svenskøya
Svenskøya is een onbewoond eiland in de Barentszzee. Het eiland maakt deel uit van Spitsbergen en van Kong Karls Land. Svenskøya heeft een oppervlakte van 137 km² en een omtrek van 62 kilometer. Het eiland vormt een onderdeel van het Natuurreservaat Noordoost-Spitsbergen.

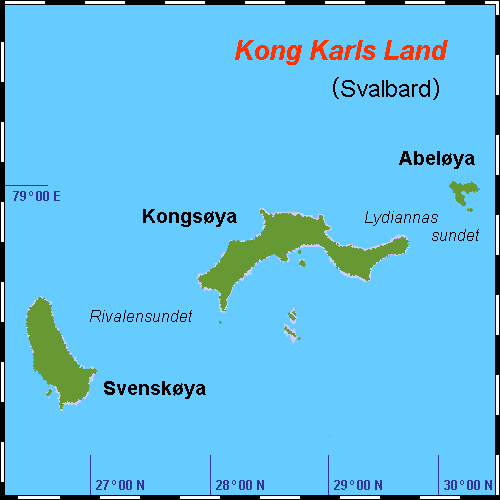
Detailkaart